# تپه سیاه‌بید علیای ۳
تپه سیاه بید علیای ۳ مربوط به دوران فرادیرینه‌سنگی است و در شهرستان کرمانشاه، بخش مرکزی، دهستان دورود فرامان، ۲۰۰ متری جنوب روستای سیاه بید علیا واقع شده و این اثر در تاریخ ۱۸ اسفند ۱۳۸۷ با شمارهٔ ثبت ۲۴۸۲۸ به‌عنوان یکی از آثار ملی ایران به ثبت رسیده است.